# The Meditating Four
For Meditation / The Meditating Four byla slovenská bigbítová skupina, založená lídrem Jozefem Barinou. Skupina vznikla na podzim v roce 1967 z kapely The Players jako trio, z kterého se později stalo kvarteto. Kromě jediného SP Šťastie / Meditácia nad vášňou nahráli celkem osm skladeb, které se podařilo vydat Jozefovi Barinovi až v roce 2007 na albu Meditácie a v roce 2018 vyšlo na LP.
Skladby For Meditation sa dostaly i na LP Beatová horúčka. For Meditation byla ovlivněná tvorbou Cream a Jimi Hendrix Experience. Skupina For Meditation existovala do roku 1970, a v roce 2007 skupina výjimečně zahrála v bratislavském PKO, v rámci programu Legendy 60. V roce 2009 se stala součástí programu "Dni legiend" na Zelenej vode u Nového Mesta nad Váhom. 

## Diskografie
- 1969: Šťastie / Meditácia nad vášňou (Supraphon)
- 1989: Beatová horúčka 1965-70 (split) - Meditácia nad vášňou, Hej, pán doktor
- 2007: Meditácie (Jožo Barina & The Meditating Four)
- 2018: For Meditation (LP)